# X Factor (Brasil)
X Factor Brasil foi um talent show brasileiro produzido pela FremantleMedia e Syco Entertainment, e exibido pela Rede Bandeirantes e TNT. É a versão brasileira do formato original The X Factor criado por Simon Cowell e exibido pela ITV no Reino Unido. O programa que estreou em 29 de agosto de 2016 e teve seu último episódio exibido em 23 de novembro do mesmo ano, teve a apresentação de Fernanda Paes Leme, Maurício Meirelles como repórter e os jurados com Alinne Rosa, Di Ferrero, Paulo Miklos e Rick Bonadio.
Em 4 de novembro de 2016 a segunda temporada foi confirmada para 2017 antes mesmo do final da primeira. No entanto, em 6 de julho de 2017, foi anunciado que a produção havia sido cancelada e o vínculo da Band com a FremantleMedia desfeito, deixando o formato em aberto para ser negociado com outras emissoras.

## Formato
O show se concentra em encontrar novas estrelas. A série faz parte da franquia The X Factor e é baseado em um formato de competição semelhante no Reino Unido, de mesmo nome. O vencedor tem direito a um contrato de gravação com a Sony Music. A idade mínima para inscrição é de 16 anos. A competição foi dividida em quatro categorias: homens e mulheres entre 16 a 24 anos, adultos (maiores de 25 anos) e grupos (incluindo duplas).
Há quatro fases da competição:
- Fase 1: Audições
- Fase 2: Centro de Treinamento
- Fase 3: Desafio das Cadeiras
- Fase 4: Shows ao vivo

### Audições
Após passar pelo processo de seleção com os produtores, o selecionado se apresenta para os jurados com uma canção de sua preferência. No final, os jurados avaliam a apresentação e dizem ao candidato se ele está apto a seguir na competição, se a maioria disser "sim" o participante avança para a próxima fase. Nessa etapa, 100 candidatos avançam.

### Centro de Treinamento
Nessa fase os cem candidatos são divididos em quatro categorias (Homens, Mulheres, Adultos acima de 25 anos e Grupos) e cada jurado fica responsável por uma delas. Após a seleção, quarenta participantes sendo dez de cada categoria avançam para o Desafio das Cadeiras.

### Desafio das Cadeiras
Os participantes se apresentam individualmente aos jurados e o mentor de cada categoria decide quem senta em cada uma das quatro cadeiras podendo realizar substituições. Ao todo, dezesseis se classificam para os shows ao vivo.

### Shows ao vivo
Na quarta e última fase do programa, os dezesseis participantes restantes competem entre si. O público decide o futuro dos candidatos na competição através de votos via telefone, mensagem de texto e internet. Dentre os três menos votados, o que recebeu a menor quantidade de votos é eliminado imediatamente enquanto os outros dois recebem uma nova chance. Dessa vez, após uma nova apresentação, a decisão de quem permanece na competição parte dos jurados. Se acontecer um empate, o menos votado é eliminado.

## Exibição
| Temporada | Temporada         | Episódios | Exibição original    | Exibição original      |
| Temporada | Temporada         | Episódios | Estreia da temporada | Final da temporada     |
| --------- | ----------------- | --------- | -------------------- | ---------------------- |
|           | X Factor Brasil 1 | 26        | 29 de agosto de 2016 | 23 de novembro de 2016 |

## Jurados e apresentadores
Em 17 de maio de 2016, foi anunciado que Fernanda Paes Leme comandará a atração. Menos de um mês depois, em 2 de junho, Rick Bonadio foi o primeiro jurado confirmado. Em julho a emissora anunciou que Alinne Rosa, Di Ferrero e Paulo Miklos completariam a bancada de jurados da primeira temporada.

### Categorias dos jurados e seus finalistas
Em cada temporada, cada jurado recebe uma categoria para ser mentor e escolhe uma quantidade de candidatos para seguir para as finais ao vivo.
Legenda
     – Mentor vencedor
     – Mentor vice-campeão
     – Mentor em terceiro lugar
     – Mentor em quarto lugar
| Temporada | Mentores e finalistas                                      | Mentores e finalistas                               | Mentores e finalistas                                                   | Mentores e finalistas                                               |
| --- | ---------------------------------------------------------- | --------------------------------------------------- | ----------------------------------------------------------------------- | ------------------------------------------------------------------- |
| 1 | Paulo Miklos                                               | Di Ferrero                                          | Alinne Rosa                                                             | Rick Bonadio                                                        |
| 1 | Grupos Ravena Valter Júnior & Vinícius O Clã TropeirÁfrica | Homens Conrado Bragança Diego Martins Miguel EV Eli | Mulheres Jenni Mosello Heloá Holanda Naomi Dominguez Ariane Villa Lobos | Adultos Cristopher Clark Rafael Oliveira Prih Queiroz Tamires Alves |
| Os participantes vencedores estão em negrito, os finalistas em itálico e os demais participantes separados por ordem de eliminação. |                                                            |                                                     |                                                                         |                                                                     |

#### Assistentes convidados
| Temporada | Assistentes convidados | Assistentes convidados | Assistentes convidados | Assistentes convidados |
| 1         | Paulo Miklos           | Di Ferrero             | Alinne Rosa            | Rick Bonadio           |
| --------- | ---------------------- | ---------------------- | ---------------------- | ---------------------- |
| 1         | Fernanda Abreu         | Péricles               | Tiago Iorc             | Ludmilla               |

## Sumário
Legenda
     Concorrente/Mentor(a) da categoria "Homens"
     Concorrente/Mentor(a) da categoria "Mulheres"
     Concorrente/Mentor(a) da categoria "Adultos"
     Concorrente/Mentor(a) da categoria "Grupos"
| Temp. | Ano  | Vencedor(a)      | 2.º Lugar     | 3.º Lugar | Mentor vencedor | Apresentador(es)   | Mentores e categorias | Mentores e categorias | Mentores e categorias | Mentores e categorias |
| ----- | ---- | ---------------- | ------------- | --------- | --------------- | ------------------ | --------------------- | --------------------- | --------------------- | --------------------- |
| 1     | 2016 | Cristopher Clark | Jenni Mosello | Ravena    | Rick Bonadio    | Fernanda Paes Leme | Paulo                 | Di                    | Alinne                | Rick                  |

## Temporadas

### 1.ª temporada (2016)
A primeira temporada do X Factor estreou em 29 de agosto de 2016, sendo transmitido pela Band às segundas e quartas-feiras em parceria com a TNT, que reexibe-o às terças e quintas-feiras. O programa conta com a apresentação de Fernanda Paes Leme e a bancada de jurados formada por Alinne Rosa, Di Ferrero, Paulo Miklos, e Rick Bonadio. Maurício Meirelles foi responsável pelas reportagens e entrevistas nas salas de espera, além da apresentação do Pré-Factor, uma espécie de resumo exibido anteriormente ao programa, mostrando os bastidores.

## Audiência
Todos os números estão em pontos e fornecido pelo IBOPE.
| Temporada | Horário                   | Episódios | Estreia              | Estreia    | Final                  | Final      | Média-geral (em pontos do IBOPE) |
| Temporada | Horário                   | Episódios | Data                 | Audiência  | Data                   | Audiência  | Média-geral (em pontos do IBOPE) |
| --------- | ------------------------- | --------- | -------------------- | ---------- | ---------------------- | ---------- | -------------------------------- |
| 1         | Segundas e Quartas, 22h30 | 26        | 29 de agosto de 2016 | 3,3 pontos | 23 de novembro de 2016 | 2,5 pontos | 2,4                              |

## Controvérsias
Nas audições com os produtores da primeira temporada nos 9 e 10 de julho de 2016 que foram realizadas na Arena Corinthians, houve diversas reclamações de candidatos nas redes sociais alegando falta de estrutura e organização por parte da produção do programa como: poucos banheiros químicos para cerca de 15 mil pessoas, filas intermináveis do lado de fora do estádio com atraso para ouvir os inscritos, causando a desistência de muitos.
Os candidatos chegaram a pedir o cancelamento do reality no Brasil através das redes sociais do criador do formato, Simon Cowell.
A FremantleMedia, empresa responsável pela produção do reality, publicou através de uma rede social do programa, uma nota de desculpas pelo ocorrido pois não haviam antecipado o número de inscritos que participariam e que providências seriam tomadas para que isso não voltasse a acontecer nas próximas fases da competição.